# Giovanni Antonio Giustiniani
Giovanni Antonio Giustiniani, né en 1676 à Madrid et mort en 1735 à Gênes , est un homme politique italien, 142e doge de Gênes du 22 septembre 1713 au 22 septembre 1715.